# ミドリコツバメ
ミドリコツバメ (学名 : Callophrys rubi)は、シジミチョウ科の小型の蝶である。イギリスから極東に至るユーラシアと北アフリカに分布域をもつが、日本には生息しない。

## 語源

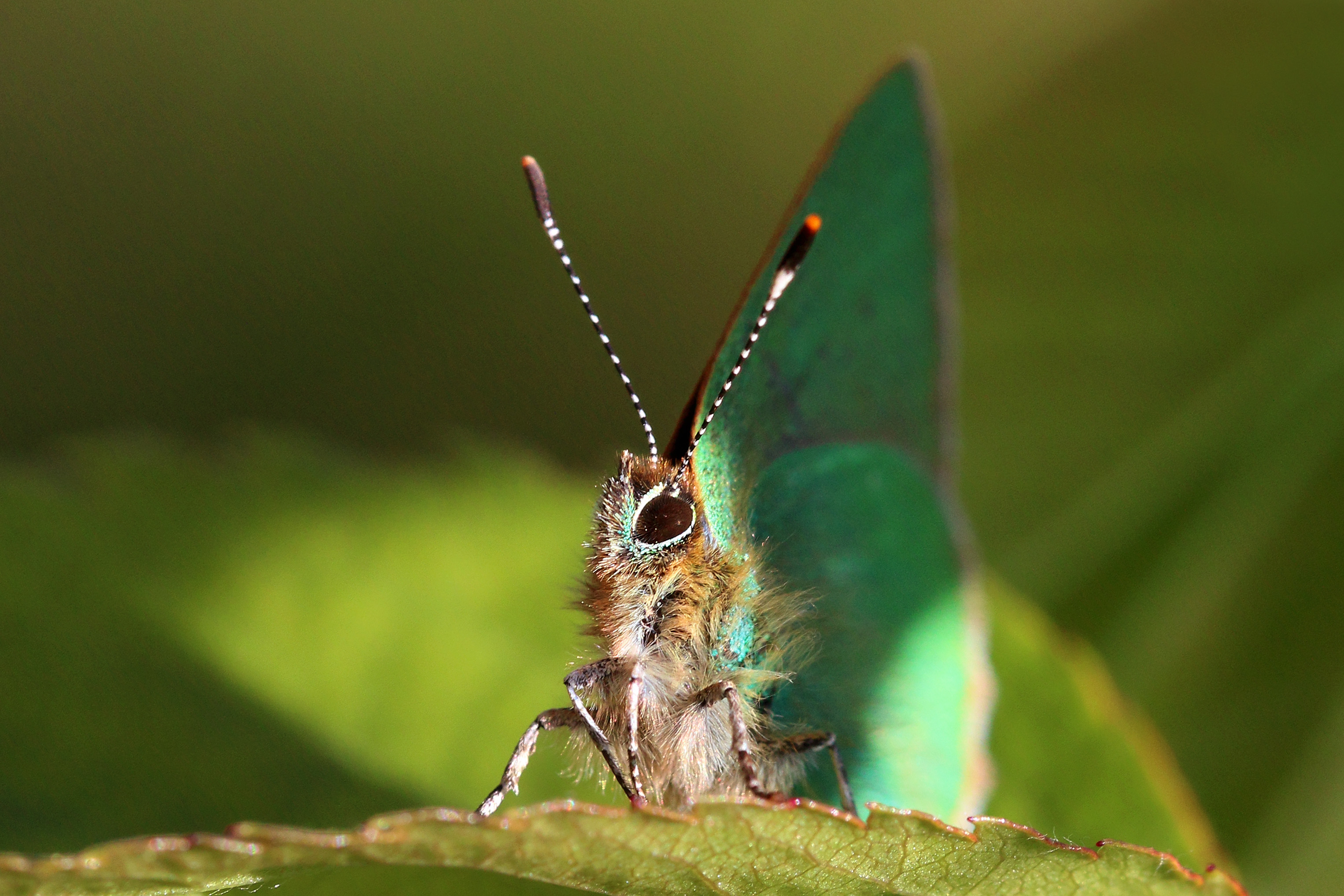
胴体を拡大した写真。ロンドン バーンズ地区 WWT ロンドン・ウェットランド・センター

属名のCallophrysは、「美しい眉毛」を意味するギリシャ語である。一方、種を表すラテン語rubiは、Rubus(キイチゴ属)から派生している。

## 亜種
- Callophrys rubi rubi (ヨーロッパ、コーカサス、コペトダグ山脈)
- Callophrys rubi fervida (Staudinger, 1901) (イベリア半島、モロッコ、小アジア)
- Callophrys rubi  borealis (Krulikovsky, 1890) (ウラル山脈)
- Callophrys rubi sibirica (Heyne, 1895) (天山山脈、アルタイ山脈、シベリア、ザバイカル、極東、外満洲、ウスリー川、サハリン)[2]

## 解説
翼長は26-30mm程度である 。
翼の表面は、均一のさえない色の茶色である。オスの前翅は、香りのする鱗粉でできた2つの青白い斑点を持つ。
翼の裏面は、細くて白い線を伴う明るい緑である。白い線は、かすかな点の列だったり、完全になくなっていることも多い。
裏面の虹色の緑色は、構造色である。翼の鱗粉の中で微視的な構造の反復が回折格子を形成することによって光の回折と干渉が生じ、この色を作っている。
幼虫は背中に沿って黄色い線のある緑色である。
シジミチョウ科の他の種類のように幼虫は小判型に近い。

## 生活環と習性

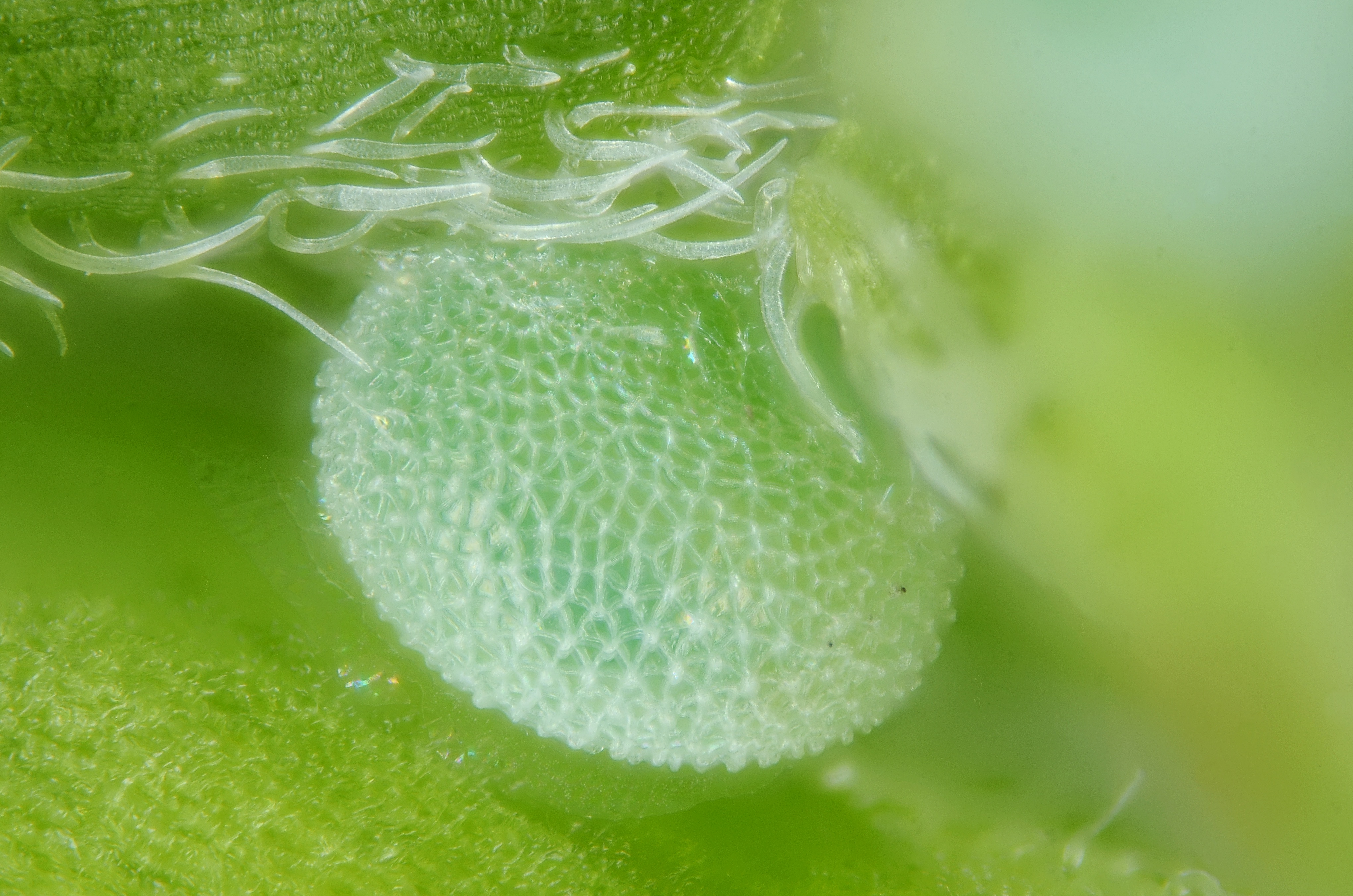
卵

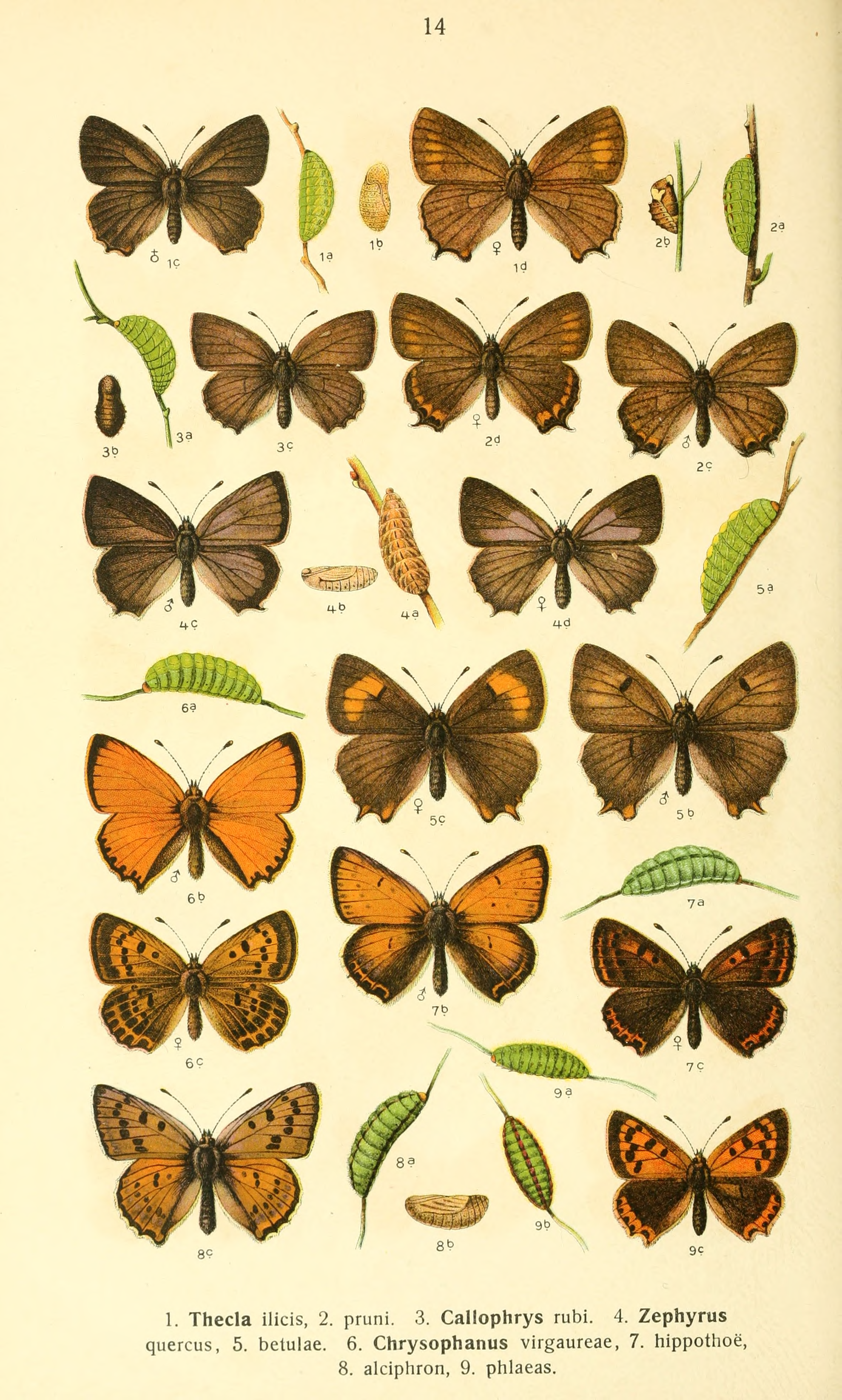
カール・エックシュタイン著「ドイツの蝶」（Die Schmetterlinge Deutschlands）の図3。幼虫、蛹、成虫を描いている。

ミドリコツバメは、3月の終わり頃から見ることができ、たいてい6月の終わり頃まで飛んでいる。しかし、時々7月と8月の初め頃にも見ることができる。
ミドリコツバメは、緑色の保護色を維持するために翼を広げて休むことは絶対にない
。
オスは縄張り行動を見せる。
卵は単体で産み付けられる。
ミドリコツバメの幼虫が蟻によって育てられることは知られていない。
しかし、地表に作られる蛹は、蟻を引きつける音を出す。このことは蟻が見つけたものを地面に埋めてくれるからであろうと考えられている。
ミドリコツバメは蛹として冬を越す。一化性であり、一年に一世代を過ごす。
幼虫はセイヨウスノキ、クロマメノキ、カバノキ属、ヨーロッパキイチゴ、クサフジ、オオバノアカツメクサ、ギョリュウモドキ属、セイヨウイソノキ、クロウメモドキ属、スグリ属、シモツケ属、ムレスズメ属、en:Chamaecytisus、イワオウギ属、ヒトツバエニシダ属、シャジクソウ属、そしてシーバックソーンに生息しているとして記録されている。
この多食性種は、おそらく、あらゆるイギリスの蝶類の中で食べる植物の種類が最も多いものの一つであろう。
初期の蝶類収集家は、キイチゴ属（ブラックベリー Rubus fruticosus）だけがこの種が食べる植物であると考えていた。しかし、その生態がより理解されるにつれて、本種が食べるとされる植物の種類は増えた。そして、これからもその種類は増え続けるだろう。
その生息地に従うと、Helianthemum nummularium、セイヨウミヤコグサ(en:Lotus corniculatus)、ハリエニシダ(en:Ulex europaeus)、エニシダ(en:Cytisus scoparius)、ヒトツバエニシダ(en:Genista tinctoria)、ビルベリー(en:Vaccinium myrtillus)、ミズキ属(Cornus sanguinea)、セイヨウクロウメモドキ(Rhamnus cathartica)、Erica tetralix、そしてキイチゴ属を利用している。

## 生息地
食べられる植物の種類が多いことは、この蝶がチョーク・ダウンランド、ヒース、ムーア、そして森林の開拓地を含む広い範囲の生息域を利用することができることを意味している。
高度0mから約2300mまでの湿地や乾燥した草地に存在する。

## 分布
ミドリコツバメ（Callophrys rubi）は、ヨーロッパのほとんどの地域、北アフリカ、ロシア、小アジア、シベリア、外満洲、バルーチスターン、そしてチトラルで発見されている 。
近年、多くの生息地が失われてきたが、イギリスのほとんどの土地で未だに広く生息している。
地中海周辺の国家においてかなり局在化しており、たいてい海岸付近で発見される。